# Kanton Courtenay
Der Kanton Courtenay ist seit 1790 ein französischer Wahlkreis im Arrondissement Montargis, im Département Loiret und in der Region Centre-Val de Loire; sein Hauptort ist Courtenay.

## Gemeinden
Der Kanton besteht aus 41 Gemeinden mit insgesamt 36.957 Einwohnern (Stand: 1. Januar 2022) auf einer Gesamtfläche von 768,33 km²:
| Gemeinde                   | Einwohner 1. Januar 2022 | Fläche km² | Dichte Einw./km² | Code INSEE | Postleitzahl |
| -------------------------- | ------------------------ | ---------- | ---------------- | ---------- | ------------ |
| Bazoches-sur-le-Betz       | 968                      | 15,38      | 63               | 45026      | 45210        |
| Chantecoq                  | 516                      | 15,93      | 32               | 45073      | 45320        |
| Château-Renard             | 2.108                    | 40,34      | 52               | 45083      | 45220        |
| Chevannes                  | 319                      | 11,99      | 27               | 45091      | 45210        |
| Chevry-sous-le-Bignon      | 228                      | 7,40       | 31               | 45094      | 45210        |
| Chuelles                   | 1.230                    | 30,82      | 40               | 45097      | 45220        |
| Corbeilles                 | 1.579                    | 32,62      | 48               | 45103      | 45490        |
| Courtemaux                 | 263                      | 12,19      | 22               | 45113      | 45320        |
| Courtempierre              | 214                      | 13,30      | 16               | 45114      | 45490        |
| Courtenay                  | 3.799                    | 50,13      | 76               | 45115      | 45320        |
| Dordives                   | 3.257                    | 15,18      | 215              | 45127      | 45680        |
| Douchy-Montcorbon          | 1.362                    | 50,12      | 27               | 45129      | 45220        |
| Ervauville                 | 564                      | 12,54      | 45               | 45136      | 45320        |
| Ferrières-en-Gâtinais      | 3.794                    | 27,32      | 139              | 45145      | 45210        |
| Fontenay-sur-Loing         | 1.677                    | 9,73       | 172              | 45148      | 45210        |
| Foucherolles               | 303                      | 9,80       | 31               | 45149      | 45320        |
| Girolles                   | 599                      | 13,90      | 43               | 45156      | 45120        |
| Gondreville                | 329                      | 8,07       | 41               | 45158      | 45490        |
| Griselles                  | 818                      | 30,32      | 27               | 45161      | 45210        |
| Gy-les-Nonains             | 603                      | 20,13      | 30               | 45165      | 45220        |
| La Chapelle-Saint-Sépulcre | 223                      | 6,21       | 36               | 45076      | 45210        |
| La Selle-en-Hermoy         | 778                      | 19,56      | 40               | 45306      | 45210        |
| La Selle-sur-le-Bied       | 1.131                    | 30,12      | 38               | 45307      | 45210        |
| Le Bignon-Mirabeau         | 307                      | 12,83      | 24               | 45032      | 45210        |
| Louzouer                   | 246                      | 11,23      | 22               | 45189      | 45210        |
| Melleroy                   | 507                      | 24,23      | 21               | 45199      | 45220        |
| Mérinville                 | 173                      | 11,84      | 15               | 45201      | 45210        |
| Mignères                   | 314                      | 5,12       | 61               | 45206      | 45490        |
| Mignerette                 | 357                      | 6,21       | 57               | 45207      | 45490        |
| Nargis                     | 1.441                    | 22,27      | 65               | 45222      | 45210        |
| Pers-en-Gâtinais           | 241                      | 10,69      | 23               | 45250      | 45210        |
| Préfontaines               | 429                      | 11,75      | 37               | 45255      | 45490        |
| Rozoy-le-Vieil             | 398                      | 8,14       | 49               | 45265      | 45210        |
| Saint-Firmin-des-Bois      | 498                      | 19,05      | 26               | 45275      | 45220        |
| Saint-Germain-des-Prés     | 1.864                    | 26,18      | 71               | 45279      | 45220        |
| Saint-Hilaire-les-Andrésis | 953                      | 25,71      | 37               | 45281      | 45320        |
| Sceaux-du-Gâtinais         | 613                      | 31,72      | 19               | 45303      | 45490        |
| Thorailles                 | 197                      | 3,45       | 57               | 45322      | 45210        |
| Treilles-en-Gâtinais       | 294                      | 13,97      | 21               | 45328      | 45490        |
| Triguères                  | 1.267                    | 35,78      | 35               | 45329      | 45220        |
| Villevoques                | 196                      | 5,06       | 39               | 45343      | 45700        |
| Kanton Courtenay           | 36.957                   | 768,33     | 48               | 4504       | –            |

Bis zur landesweiten Neuordnung der französischen Kantone im März 2015 gehörten zum Kanton Courtenay die 15 Gemeinden Bazoches-sur-le-Betz, Chantecoq, La Chapelle-Saint-Sépulcre, Courtemaux, Courtenay, Ervauville, Foucherolles, Louzouer, Mérinville, Pers-en-Gâtinais, Rozoy-le-Vieil, Saint-Hilaire-les-Andrésis, Saint-Loup-de-Gonois, La Selle-sur-le-Bied und Thorailles. Sein Zuschnitt entsprach einer Fläche von 281,45 km2. Er besaß vor 2015 den INSEE-Code 4511.
Die Gebietsreformen der Jahre 1926 und 1942 haben den Kanton Courtenay nicht berührt.

## Veränderungen im Gemeindebestand seit der landesweiten Neuordnung der Kantone
2019: Fusion La Selle-sur-le-Bied und Saint-Loup-de-Gonois → La Selle-sur-le-Bied
2016: Fusion Douchy und Montcorbon → Douchy-Montcorbon